# Orca da Matança

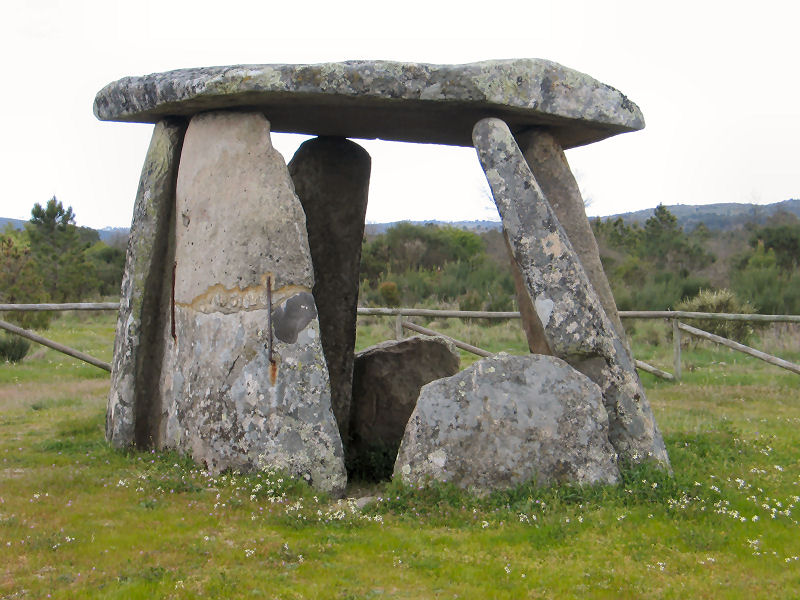
Orca da Matança

Die Orca da Matança (oder Orca das Corgas da Matança) ist ein Dolmen, der nach portugiesischem Terminus als Anta bezeichnet wird. Die eingezäunte und mit einer Schautafel versehene grazile Megalithanlage liegt östlich von Viseu bei Fornos de Algodres in der Beira Alta.

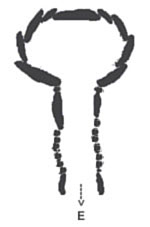
Grundriss einer „breitkammerigen“ Anta

Die Orca da Matança wurde in den Jahren 1988–1989 ausgegraben und restauriert. Die Tragsteine seitlich des Zugangs wurden wieder aufgerichtet. Die abgebrochene Oberhälfte des Stirnsteins wurde aufgesetzt. Die Orca ist, wie die nahegelegene Anta da Cunha Baixa ein gutes Beispiel eines so genannten "Pfeilergrabes" oder einer "Breitkammer", deren Kammern in Achsrichtung breiter als lang sind. Die Kammer ist etwa 4,0 breit, 3,2 m lang und knapp 3,0 m hoch. Die große Breite wird durch zwei Pfeiler erreicht, die zu beiden Seiten des Stirnsteins stehend die breitere Rückwand bilden.
Die neun Tragsteine von etwa vier Metern Länge sind über einen Meter in den Boden eingetieft. Zwei Tragsteine tragen Verzierungen. Der erste eine eingeritzte schlangenförmige Kontur. Der zweite ist mit gepickten flächigen Verzierungen versehen, die allerdings so stark erodiert sind, dass ihre Deutung Schwierigkeiten bereitet. Die Grabungen erbrachten keinerlei Hinweise auf einen lithischen Gang. 
Die Anlage ist, wie nahezu alle Anlagen der Iberischen Halbinsel im Mittelalter durchwühlt und beschädigt worden. Gefunden wurden noch ein Mikrolith, zwei Pfeilspitzen und zwei Beile aus Feuerstein, eine Steinperle, die Scherben einer halbkugelförmigen Schale sowie ein anthropomorphes Idol aus Gagat. Die Funde weisen auf die Errichtung der Anlage im Neolithikum (Steinbeile) und eine Nachnutzung während der Kupferzeit (Idol, Pfeilspitzen mit konkaver Basis). 
Etwa einen Kilometer östlich liegt die Anta Cortiçô de Algodres. In der Nähe liegt die Nekropole von Forcadas.